# Mauricio Moreira
Mauricio Moreira (18 de julio de 1995) es un ciclista profesional uruguayo que corre para el equipo de categoría continental Efapel Cycling.
Destacó como amateur ganando la Vuelta a Zamora y etapas en la Vuelta a Segovia o en la Rutas de América.
Tiene un hermano mayor llamado Agustín, quién también es ciclista y ambos son hijos del exciclista uruguayo Federico Moreira.

## Palmarés
2016 (como amateur)
- 2 etapas en la Rutas de América
- 1 etapa de la Vuelta a Segovia

2017 (como amateur)
- 1 etapa de la Vuelta a Segovia
- Vuelta a Zamora

2019
- 1 etapa de la Boucles de la Mayenne

2020 (como amateur)
- Circuito Guadiana
- Vuelta a la Provincia de Valencia

2021
- Vuelta al Alentejo, más 1 etapa
- 1 etapa de la Vuelta a Portugal

2022
- Vuelta a Portugal, más 2 etapas

2023
- Trofeo Joaquim Agostinho